# 16915 Бредтоєр
16915 Бредтоєр (16915 Bredthauer) — астероїд головного поясу, відкритий 24 березня 1998 року.
Тіссеранів параметр щодо Юпітера — 3,027.